# Pycnonotus dodsoni
El bulbul de Dodson (Pycnonotus dodsoni) es una especie de ave paseriforme de la familia Pycnonotidae propia de África oriental. Anteriormente se consideraba una subespecie del bulbul naranjero.

## Distribución y hábitat
El bulbul de Dodson se encuentra desde el norte de Somalia y el sureste de Etiopía al este y el interior de Kenia.